# Ceroprepes
Ceroprepes is een geslacht van vlinders van de familie snuitmotten (Pyralidae), uit de onderfamilie Phycitinae.

## Soorten
- C. fartakensis (Rebel, 1907)
- C. fusconebulella Yamanaka & Kirpichnikova, 2000
- C. mniaropis Turner, 1904
- C. naga Roesler & Kuppers, 1979
- C. nigrolineatella Shibuya, 1927
- C. ophthalmicella Christoph, 1881
- C. patriciella Zeller, 1867
- C. pulvillella Zeller, 1867
- C. walterzeissi Roesler, 1983